# Epifanio de los Santos
Epifanio de los Santos y Cristóbal (7 de abril de 1871-18 de abril de 1928), a veces conocido como Don Pañong (en tagalo: Dong Panyong), fue un historiador filipino, crítico literario, crítico de arte, jurista, anticuario, músico, erudito, poeta, filósofo, filólogo, periodista, bibliógrafo, paleógrafo, etnógrafo, biógrafo y patriota. Fue nombrado director de la Biblioteca y el Museo Filipinos por el gobernador general Leonard Wood en 1925. Es uno de los padres del Filipinismo moderno junto a Fernando Blumentritt y Wenceslao Retana.

## Biografía

### Casamiento temprano
La primera esposa de Epifanio fue Doña Úrsula Páez de Malabón; su segunda esposa fue Margarita Torralba de Malolos. José, su hijo de su primera esposa, llegó a ser historiador, biógrafo y coleccionista. Su hermano, Escolástico, llegó a ser pianista de acompañamiento de películas mudas y ha hecho contribuciones artísticas como poeta y como narrador de estilo realista en revistas y periódicos filipinos. Sócrates, su hijo de su segunda esposa, llegó a ser ingeniero aeronáutico del Pentágono en su tiempo. 
Tuvo dos líneas de descendientes, con cuatro hijos de su primera esposa y ocho niños en su segunda esposa. 

## Obras literarias
De los Santos fue considerado uno de los mejores escritores filipinos en castellano de su tiempo, y como un genio literario. Cuando fue joven, fue el primer filipino en llegar a ser un miembro de las reales academias españolas de la lengua, de la literatura y de la historia. Fue por admiración de su obra por lo que Marcelino Menéndez y Pelayo solicitó a la Real Academia Española que admitiera como miembro al joven erudito. 
De los Santos fue un joven redactor del periódico revolucionario "La Independencia" (1898), para el que escribía con el seudónimo G. Solón, y también fue miembro del Congreso de Malolos. También cofundó otros periódicos como La libertad, El renacimiento, La democracia, La patria y Malasia. También hizo publicaciones valiosas: Algo de prosa (1909), Literatura tagala (1911), El teatro tagalo (1911), Nuestra literatura (1913), El proceso del dr José Rizal (1914), Folklore musical de Filipinas (1920). También escribió Filipinos y filipinistas, Filipinas para los filipinos, Cuentos y paisajes filipinos (Historias y escenas filipinas) y La criminalidad en las Filipinas (1903–1908). 
Fue miembro del Samahan ng mga Mananagalog, que fue iniciado por Felipe Calderón en 1904, e incluye a miembros como Lope K. Santos, Rosa Sevilla, Hermenigildo Cruz, Jaime C. de Veyra y Patricio Mariano.
También sabía idiomas, como español, inglés, francés y alemán, y aun dialectos como el ita, el tingian y el ibalao. Hizo en particular una traducción sonora al castellano de Florante y Laura, en la tradición clásica. 
Como investigador, también contribuyó a estudios tempranos de lo filipino, a la antropología, a la etnología, a la arqueología, a la lingüística y a cuestiones de demografía.

## Colecciones
De los Santos viajó a muchos lugares de Europa, Asia y las Américas con el fin de hallar documentos filipinos ignotos en museos, archivos y bibliotecas. 
Reunió casi 200 pinturas y esculturas hechas por Juan Luna, Félix Resurrección Hidalgo, Fabián de la Rosa, Arellano, Pablo y Fernando Amorsolo, Nepomuceno, y Guillermo Tolentino; también escritos sobre música, registros de ópera, manuscritos y otros documentos impresos sobre la revolución, e imágenes históricas. Según Zaide, su famosa colección de documentos de filipiniana fue valorada por eruditos extranjeros como la mejor del mundo. En Europa, fue reconocido como el filólogo y el escritor de asuntos biográficos de las Filipinas. 
Según Zaide, hay documentos e impresos en su colección que no pueden ser encontrados en otra parte, ni siquiera en la sección de filipiniana de la Biblioteca Nacional de Filipinas ni en la Biblioteca del Congreso de Estados Unidos. Empleó los mejores años de su vida en la busca de estos documentos singulares. Sus recopilaciones de escritos de José Rizal han sido alabadas por Wenceslao Retana, James A. Le-Roy y Austin Craig. 
En total, hay 115 impresos y 213 documentos en la colección que tratan sobre la revolución filipina.
Después de la muerte de los Santos, la legislatura filipina, en virtud del Acto Clarín, negoció con su viuda y sus herederos la compra de la biblioteca. El gobierno filipino compró las invaluables colecciones por 19.250 pesos.